# L'Aleixar
L'Aleixar är en kommun i Spanien.   Den ligger i provinsen Província de Tarragona och regionen Katalonien, i den östra delen av landet, 400 km öster om huvudstaden Madrid. Antalet invånare är 926. Arean är 26,1 kvadratkilometer. L'Aleixar gränsar till Almoster, Alforja, Vilaplana, L'Albiol, La Selva del Camp, Castellvell del Camp, Reus, Maspujols och Riudoms. 
Terrängen i L'Aleixar är kuperad åt nordost, men åt sydväst är den platt.